# Tobias Welz
Tobias Welz (Wiesbaden, 11 juli 1977) is een Duits voetbalscheidsrechter. Hij was in dienst van FIFA en UEFA tussen 2013 en 2019. Ook leidt hij sinds 2010 wedstrijden in de Bundesliga.
Op 28 augustus 2010 leidde Welz zijn eerste wedstrijd in de Duitse nationale competitie. Tijdens het duel tussen 1. FC Nürnberg en SC Freiburg (1–2) trok de leidsman driemaal de gele kaart. In Europees verband debuteerde hij tijdens een wedstrijd tussen BK Häcken en Sparta Praag in de voorronde van de UEFA Europa League; het eindigde in 1–0 en Welz deelde zes gele kaarten uit. Zijn eerste interland floot hij op 17 november 2013, toen Luxemburg met 1–4 verloor van Montenegro. Tijdens dit duel gaf Welz drie gele kaarten.

## Interlands
| Datum             | Plaats                    | Wedstrijd               | Uitslag | Competitie             | Kreeg geel | Kreeg voor de tweede keer geel en dus rood | Weggestuurd |
| ----------------- | ------------------------- | ----------------------- | ------- | ---------------------- | ---------- | ------------------------------------------ | ----------- |
| 17 november 2013  | Luxemburg, Luxemburg      | Luxemburg – Montenegro  | 1 – 4   | Vriendschappelijk      | 3          | 0                                          | 0           |
| 12 juni 2015      | Andorra la Vella, Andorra | Andorra – Cyprus        | 1 – 2   | EK 2016 kwalificatie   | 5          | 0                                          | 0           |
| 5 juni 2016       | Solna, Zweden             | Zweden – Wales          | 3 – 0   | Vriendschappelijk      | 0          | 0                                          | 0           |
| 10 oktober 2016   | Minsk, Wit-Rusland        | Wit-Rusland – Luxemburg | 1 – 1   | WK 2018 kwalificatie   | 7          | 1                                          | 0           |
| 20 november 2018  | Glasgow, Schotland        | Schotland – Israël      | 3 – 2   | Nations League 2018/19 | 5          | 0                                          | 0           |
| 10 september 2019 | Dublin, Ierland           | Ierland – Bulgarije     | 3 – 1   | Vriendschappelijk      | 1          | 0                                          | 0           |